# Андъка
Андъка е името на пещера в Предбалкана, България.

## Местоположение
Намира се до град Дряново, Габровска област. Пещерата се намира в района на Дряновския манастир в края на каньона на река Андъка.

## Име
Името произлиза от турски: андък, ендек, което значи дупка.

## Откриване и изследване
Първото регистрирано проучване е направено от Радев на 28 октомври 1923 г. Във входната зала има изградена пречиствателна станция, която до 1979 г. захранва Дряново с питейна вода. В по-голямата си част пещерата е бедна на образувания. В някои зали има повишено съдържание на СО2 до 4%. Общата ѝ дължина е 5000 метра.